# Oua
Oua är ett vattendrag i Gabon, ett biflöde till Ivindo. Det rinner genom provinserna Woleu-Ntem och Ogooué-Ivindo, i den nordöstra delen av landet, 400 km öster om huvudstaden Libreville.